# Asia Kate Dillon
Asia Kate Dillon (Ithaca, Nueva York, 15 de noviembre de 1984) es una persona no binaria estadounidense que se dedica s la actuación en cine, teatro y televisión. Sus papeles más conocidos son Brandy Epps en Orange Is the New Black y Taylor Mason en Billions.
Su papel en Billions es el primer personaje principal de género no binario en la televisión norteamericana, y le valió una nominación al premio Premios de la Crítica Televisiva como Mejor actor de reparto en una serie dramática. También interpretó a «The Adjudicator» en la película de acción John Wick: Capítulo 3 - Parabellum (2019).
Asia es una persona no binaria y en inglés usa el pronombre they/them en singular.

## Biografía

### Vida personal
Dillon nació en Ithaca, Nueva York. Pese a que al nacer biológicamente mujer, se identifica como de género no binario. Dillon explicó que, alrededor de 2015, comenzó a eliminar los pronombres con género de su biografía, y las audiciones para el papel de Taylor Mason le ayudaron a «entender su identidad de género». Dillon se identifica como pansexual, afirmando que siente atracción por las personas sin importar su género.

### Carrera
Dillon se graduó de la Academia Americana de Música y Dramática. Se inscribió y completó el programa de capacitación Meisner en The Actor's Workshop of Ithaca durante su tercer año de escuela secundaria a los dieciséis años. Fue la persona más joven admitida en la clase.
En 2007, Dillon tomó el papel titular de Rachel Corrie en la obra My Name Is Rachel Corrie. Después, participó en un taller de obras teatrales con dramaturgos ganadores del Premio de la Academia y el Premio Tony. Esto fue seguido por un papel principal destacado como Lucifer en The Mysteries, y un papel en La Tempestad en la Shakespeare Theatre Company en Washington  D.   C.
Dillon interpretó a una persona supremacista blanca llamada Brandy Epps, quien está en prisión, en ocho episodios de Orange, New Black durante el 2016, lo que convierte a Dillon en una de las primeras personas no binarias en actuar en un programa de televisión. También tuvo un papel recurrente en la temporada 2 del drama de Wall Street de Showtime, Billions, en 2017. El papel que desempeñó es un personaje no binario, Taylor Mason, pasante de fondos de cobertura, que es el primer personaje no binario en la televisión norteamericana convencional. Showtime confirmó en abril de 2017 que Mason sería un personaje regular en la temporada 3. Al enviar su nombre para un Premio Emmy por su actuación, a Dillon se le permitió participar en la categoría de género que deseara, y eligió «actor» en lugar de «actress» (actriz) porque en inglés es una palabra neutra en cuanto al género. Participó en la categoría de actor de reparto por su papel en Billions. Su esfuerzo por aclarar el asunto para todas las personas no binarias llevó a los MTV Movie & TV Awards a combinar sus categorías segregadas por género. Presentó el premio a «Best Actor» en los MTV Movie & TV Awards el 7 de mayo de 2017. En noviembre de 2018, se anunció que Dillon protagonizaría The Outside Story.
Dillon fundó y dirige la producción de MIRROR / FIRE Productions. Dentro de la compañía, creó US, una pieza de actuación que explora el racismo y el movimiento Black Lives Matter en los Estados Unidos.

## Filmografía

### Película
| Año  | Título                             | Papel                     | Notas           |
| ---- | ---------------------------------- | ------------------------- | --------------- |
| TBA  | La historia exterior               | Inez                      | Post-producción |
| 2009 | Mis noches de popcorn (cortos)     | Asia                      | [ 32 ]          |
| 2015 | Opus para todos                    | Mujer sin hogar / Lucifer | [ 33 ]          |
| 2019 | John Wick: Capítulo 3 - Parabellum | Adjudicadora              |                 |

### Televisión
| Año         | Título                               | Papel                       | Notas                                                                                                   |
| ----------- | ------------------------------------ | --------------------------- | --- |
| 2011        | Marcus Garlard: una opción necesaria | Asia                        | [cita requerida]                                                                                        |
| 2011        | Golpeando la pared                   | Jocelynn                    | [ 34 ]                                                                                                  |
| 2015        | Maestro de nadie                     | Mujer de la línea #1        | Episodio: "Plan B"                                                                                      |
| 2015        | Mas joven                            | Chica calva                 | Episodio: "IRL"                                                                                         |
| 2016 – 2019 | Orange is the new black              | Brandy                      | Periódico; 8 episodios                                                                                  |
| 2016        | Todos vamos a morir (corto)          | Asistente de tienda de sexo | [ 35 ]                                                                                                  |
| 2017 – 2023 | Billions                             | Taylor Mason                | 23 episodios Nominado- Mejor actor de reparto en una serie dramática ( Premio de la Crítica Televisiva) |
| 2019        | Gen: bloqueo                         | Valentina Romanyszyn        | |